# Египет на летних Олимпийских играх 1920
Египет принимал участие в Летних Олимпийских играх 1920 года в Антверпене (Бельгия) во второй раз за свою историю, но не завоевал ни одной медали.
Впервые в истории египетские спортсмены участвовали в борьбе, гимнастике, легкоатлетических соревнованиях, штанге и олимпийском футбольном турнире. В команду вошло 23 спорстмена.

## Результаты соревнований

### Борьба
Вольная борьба
| Весовая категория | Спортсмен  | Первый раунд       | Второй раунд                        | Третий раунд         | Четвёртый раунд      | Пятый раунд          | Место |
| Весовая категория | Спортсмен  | Соперник Результат | Соперник Результат                  | Соперник Результат   | Соперник Результат   | Соперник Результат   | Место |
| ----------------- | ---------- | ------------------ | ----------------------------------- | -------------------- | -------------------- | -------------------- | ----- |
| до 75 кг          | Ахмед Рами |                    | Пьер Деркиндерен Бельгия П по очкам | Завершил выступление | Завершил выступление | Завершил выступление | 9     |

Греко-римская борьба
| Весовая категория | Спортсмен  | Первый раунд                  | Второй раунд         | Третий раунд         | Четвёртый раунд      | Пятый раунд          | Место |
| Весовая категория | Спортсмен  | Соперник Результат            | Соперник Результат   | Соперник Результат   | Соперник Результат   | Соперник Результат   | Место |
| ----------------- | ---------- | ----------------------------- | -------------------- | -------------------- | -------------------- | -------------------- | ----- |
| до 67,5 кг        | Ахмед Рами | Морис Роон Франция П по очкам | Завершил выступление | Завершил выступление | Завершил выступление | Завершил выступление | 17    |

### Гимнастика
Спортсменов — 2
| Соревнование              | Спортсмены          | Очки  | Место |
| ------------------------- | ------------------- | ----- | ----- |
| индивидуальное многоборье | Кабиль Махмуд       | 63,30 | 24    |
| индивидуальное многоборье | Ахмед Амин Табузада | 51,85 | 25    |

### Лёгкая атлетика
Спортсменов — 2
| Дисциплина | Спортсмены              | Предварительный раунд | Предварительный раунд | Четвертьфиналы       | Четвертьфиналы       | Полуфиналы           | Полуфиналы           | Финал                | Финал                |
| Дисциплина | Спортсмены              | Результат             | Место                 | Результат            | Место                | Результат            | Место                | Результат            | Место                |
| ---------- | ----------------------- | --------------------- | --------------------- | -------------------- | -------------------- | -------------------- | -------------------- | -------------------- | -------------------- |
| 100 м      | Ахмад Аббас Хайри Сабри |                       | 4                     | Завершил выступление | Завершил выступление | Завершил выступление | Завершил выступление | Завершил выступление | Завершил выступление |
| 200 м      | Ахмад Аббас Хайри Сабри |                       | 4                     | Завершил выступление | Завершил выступление | Завершил выступление | Завершил выступление | Завершил выступление | Завершил выступление |
| 400 м      | Ахмад Аббас Хайри Сабри |                       | 4                     | Завершил выступление | Завершил выступление | Завершил выступление | Завершил выступление | Завершил выступление | Завершил выступление |
| 5000 м     | Абд аль-Али Махгуб      |                       |                       |                      |                      |                      | 9                    | Завершил выступление | Завершил выступление |

### Тяжёлая атлетика
| Категория | Спортсмен  | Рывок одной рукой | Толчок одной рукой | Толчок двумя руками | Сумма | Место |
| --------- | ---------- | ----------------- | ------------------ | ------------------- | ----- | ----- |
| до 75 кг  | Ахмед Сами | 55,0              | DNS                | DNS                 | 55,0  | —     |

### Фехтование
| Соревнование          | Спортсмен       | Первый раунд | Четвертьфинал | Полуфинал            | Финал                | Место |
| Соревнование          | Спортсмен       | Результат | Результат | Результат            | Результат            | Место |
| --------------------- | --------------- | --- | --- | -------------------- | -------------------- | ----- |
| Индивидуальная рапира | Ахмед Хассанейн | | Федерико Чезарано Италия Шарль Краэ Бельгия Фрэнсис Ханикатт США Вернер Бонде Дания 1—3 4 | Завершил выступление | Завершил выступление | 25    |
| Индивидуальная шпага  | Ахмед Хассанейн | Арман Массар Франция Дино Урбани Италия Робин Далглиш Великобритания Отто Берентсен Дания Луи де Триболе Швейцария Мануэл Кейрош Португалия Феликс Вигевено Нидерланды Леонард Шунмейкер США 5—3 2 Q | Абелардо Оливьер Италия Фернандо Коррея Португалия Фредерик Дюбурдьё Франция Арман Массар Франция Генри Брекинридж США Феликс Гобле д’Альвьелла Бельгия Руймондо Майер Португалия Хенри Вейнолди-Даниэлс Нидерланды Карл Грипенстедт Швеция Йосеф Юнгман Чехословакия 4—6 7 | Завершил выступление | Завершил выступление | 25    |

### Футбол
Спортсменов — 16
Первый раунд
| 28 августа 1920 | \| Италия \| 2:1 (1:1) \| Египет \| \| Адольфо 25′ · Брецци 57′ \| Голы \| Усман 30′ \| | «Жюль Оттен», Гент Зрителей: 2 000 Судья: Поль Путс |
| Италия: Джованни Джаконе, Антонио Бруна, Ренцо Де Векки , Этторе Рейнауди, Марио Менегетти, Чезаре Ловати, Энрико Сарди, Адольфо Балончери, Гульельмо Брецци, Аристодемо Сантамария, Джузеппе Форливези. Запасные: Гвидо Ара, Эмилио Бадини, Луиджи Бурландо, Адевильдо Де Марки, Гракко Де Нардо, Пьеро Кампелли, Джустиниано Марукко, Джузеппе Пароди, Риналдо Роджеро, Вирджинио Розетта, Пио Феррарис. Египет: Камель Таха, Мухаммед ас-Сейид, Абд ас-Салам Хамди, Рияд Шауки, Али Фахми аль-Хасани, Джамиль Усман, Тевфик Абдулла, Хасан Али Аллуба, Хуссейн Хегази , Сейид Фахми Абаза, Заки Усман. Запасные: Халил Хусни, Мухаммед Джабр, Махмуд Сакр Мухтар, Аббас Сафват, Махмуд Мареи. |                                                                                         |                                                     |
| Италия | 2:1 (1:1)                                                                               | Египет                                              |
| Адольфо 25′ · Брецци 57′ | Голы                                                                                    | Усман 30′                                           |

Товарищеский матч
| 3 сентября 1920 | \| Египет \| 4:2 (2:1) \| Югославия \| \| Абаза 43′, ? · Аллуба ? · Хегази ? \| Голы \| Дубравчич ? · Ружич ? \| | «Олимпийский», Антверпен Зрителей: 500 Судья: Рафаэль ван Праг |
| Египет: Камель Таха, Мухаммед ас-Сейид, Абд ас-Салам Хамди, Рияд Шауки, Али Фахми аль-Хасани, Джамиль Усман, Тевфик Абдулла, Хасан Али Аллуба, Хуссейн Хегази , Сейид Фахми Абаза, Заки Усман. Запасные: Халил Хусни, Мухаммед Джабр, Махмуд Сакр Мухтар, Аббас Сафват, Махмуд Мареи. Югославия: Драгутин Врджюка, Бранимир Поробич, Ярослав Шифер, Станко Тавчар, Рудольф Рупец, Драгутин Врагович, Йосип Шольц, Никола Симич, Артур Дубравчич , Эмил Першка (Андрия Коич, 46), Йован Ружич. Запасные: Иван Гранец, Векослав Жупанчич, Михайло Йованович, Бранко Йопантевич, Йован Поич, Никола Станкович, Славин Циндрич. | |                                                                |
| Египет | 4:2 (2:1) | Югославия                                                      |
| Абаза 43′, ? · Аллуба ? · Хегази ? | Голы | Дубравчич ? · Ружич ?                                          |